# Blues Pills Live
Blues Pills Live ist das erste Livealbum der schwedischen Bluesrockband Blues Pills. Es erschien am 20. März 2015 über Nuclear Blast.

## Entstehung
Das Album wurde am 30. Mai 2014 beim Freak Valley-Musikfestival im siegerländischen Netphen aufgenommen. Die Band trat an jenem Tag als Headliner auf. Laut den Musikern war es das erste Mal in der Bandgeschichte, dass sie bei einem Festival als Headliner spielten. Mit dem Livealbum will sich die Band beim Festival-Organisator Jens Heide bedanken, der die Band seit den Anfangstagen unterstützt und auch für den Bandnamen verantwortlich ist. 
Während des Liedes In the Beginning spielt Gitarrist Dorian Sorriaux Teile des Liedes Voodoo Chile von Jimi Hendrix. Ursprünglich wollte die Band noch eine Coverversion eines Liedes der deutschen Band Kadavar spielen. Wegen Verzögerungen im Zeitplan hatte die Band am Ende ihres Konzerts bereits das Zeitlimit überschritten. Da das Publikum weiter nach einer Zugabe rief spielen Elin Larsson und Dorian Sorriaux noch ein Lied in einer Akustikversion, die nicht auf dem Album enthalten ist.
Das Album erschien als LP in verschiedenen Farben sowie im hochformatigen Digibook veröffentlicht und erscheint in limitierter Stückzahl. Im Vorfeld der Veröffentlichung wurde eine Nachpressung ausgeschlossen. Das Livealbum wird ferner nicht als Download veröffentlicht. Wie schon beim Debütalbum stammt das Albumcover von Marjke Koger-Dunham.

## Titelliste
| 1. High Class Woman – 5:44 2. Ain’t No Change – 8:35 3. Bliss – 4:42 4. Dig In – 6:32 5. In the Beginning – 2:29 6. Black Smoke – 5:15 | 1. Time Is Now – 3:49 2. No Hope Left for Me – 4:15 3. Devil Man – 4:56 4. Astral Plane – 5:12 5. Little Sun – 6:57 |

## Rezeption
Laut Thomas Patsch vom österreichischen Onlinemagazin Stormbringer.at kommen die Fans mit dem Livealbum „in den Genuss einer knappen Stunde organisch-warmen Rocksounds, der sein Seelenheil in den 70er-Jahren gefunden hat“, kritisierte aber, dass „ein wenig mehr hörbare Publikumsresonanz hätte der Scheibe noch einen zusätzlichen Kick verpasst hätte“. Patsch bewertete Blues Pills Live mit vier von fünf Punkten. Für Frank Thiessies vom deutschen Magazin Metal Hammer „spielt das Quartett auf der Bühne sämtliche Trümpfe aus“ und „versprüht selbst aus der Konserve eine fast greifbare Energie und Magie, die derzeit ihresgleichen sucht“. Er bewertete das Album mit sechs von sieben Punkten.